# Virgilio Fiorenzi
Virgilio Fiorenzi ou Virgilio Fiorentini (1560–1644) foi um prelado católico romano que serviu como bispo de Nocera Umbra (1605–1644).

## Biografia
Virgilio Fiorenzi nasceu em Perugia, na Itália, em 1560. No dia 27 de junho de 1605, foi nomeado durante o papado de Paulo V como Bispo de Nocera Umbra. A 3 de julho de 1605, foi consagrado bispo por Innocenzo Del Bufalo-Cancellieri, bispo de Camerino, com Napoleone Comitoli, bispo de Perugia, e Flaminio Filonardi, bispo de Aquino, servindo como co-consagradores. Serviu como bispo de Nocera Umbra até à sua morte a 9 de dezembro de 1644.

## Sucessão episcopal
Enquanto bispo, foi o principal co-consagrador de:
- Domenico de' Marini, Bispo de Albenga (1611);
- Angelo Gozzadini, Arcebispo de Naxos (1616);
- Giovanni Battista Colonna, Patriarca Titular de Jerusalém (1636).